# Sport-Verein Werder von 1899 2002-2003
Questa voce raccoglie le informazioni riguardanti lo Sport-Verein Werder von 1899 nelle competizioni ufficiali della stagione 2002-2003.

## Stagione
Nella stagione 2002-2003 il Werder Brema, allenato da Thomas Schaaf, concluse il campionato di Bundesliga al 6º posto. In Coppa di Germania il Werder Brema fu eliminato in semifinale dal Kaiserslautern. In Coppa di Lega il Werder Brema fu eliminato ai preliminari dal Bayer Leverkusen. In Coppa UEFA il Werder Brema fu eliminato al secondo turno dal Vitesse.

## Rosa
| N. |                        | Ruolo | Calciatore         |
| -- | ---------------------- | ----- | ------------------ |
| 1  | Polonia (bandiera)     | P     | Jakub Wierzchowski |
| 4  | Germania (bandiera)    | C     | Fabian Ernst       |
| 5  | Germania (bandiera)    | C     | Christian Lenze    |
| 6  | Germania (bandiera)    | D     | Frank Baumann      |
| 7  | Canada (bandiera)      | C     | Paul Stalteri      |
| 8  | Ungheria (bandiera)    | C     | Krisztián Lisztes  |
| 9  | Grecia (bandiera)      | A     | Aggelos Charisteas |
| 10 | Francia (bandiera)     | C     | Johan Micoud       |
| 11 | Croazia (bandiera)     | C     | Ivica Banović      |
| 14 | Paesi Bassi (bandiera) | D     | Frank Verlaat      |
| 16 | Germania (bandiera)    | P     | Pascal Borel       |
| 17 | Croazia (bandiera)     | A     | Ivan Klasnić       |
| 18 | Germania (bandiera)    | A     | Markus Daun        |
| 19 | Ucraina (bandiera)     | D     | Viktor Skrypnyk    |

| N. |                                | Ruolo | Calciatore          |
| -- | ------------------------------ | ----- | ------------------- |
| 20 | Serbia e Montenegro (bandiera) | D     | Mladen Krstajić     |
| 22 | Germania (bandiera)            | A     | Marco Reich         |
| 23 | Svizzera (bandiera)            | D     | Ludovic Magnin      |
| 24 | Germania (bandiera)            | C     | Tim Borowski        |
| 27 | Germania (bandiera)            | D     | Christian Schulz    |
| 28 | Namibia (bandiera)             | D     | Razundara Tjikuzu   |
| 31 | Germania (bandiera)            | P     | Alexander Walke     |
| 32 | Brasile (bandiera)             | A     | Ailton              |
| 33 | Germania (bandiera)            | C     | Mike Barten         |
| 34 | Germania (bandiera)            | D     | Manuel Friedrich    |
| 35 | Germania (bandiera)            | A     | Marco Stier         |
| 36 | Germania (bandiera)            | D     | Stefan Beckert      |
| 38 | Paraguay (bandiera)            | A     | Nelson Haedo Valdez |
|    | Germania (bandiera)            | P     | Michael Jürgen      |

## Organigramma societario
Area tecnica
- Allenatore: Thomas Schaaf
- Allenatore in seconda: Karl-Heinz Kamp
- Preparatore dei portieri: Dieter Burdenski
- Preparatori atletici:

## Calciomercato

### Sessione estiva
| Acquisti | Acquisti           | Acquisti             | Acquisti |
| R.       | Nome               | da                   | Modalità |
| -------- | ------------------ | -------------------- | -------- |
| A        | Aggelos Charisteas | Arīs Salonicco       |          |
| A        | Markus Daun        | Alemannia Aquisgrana |          |
| D        | Manuel Friedrich   | Magonza              |          |
| C        | Johan Micoud       | Parma                |          |
| A        | Marco Reich        | Colonia              |          |

| Cessioni | Cessioni        | Cessioni          | Cessioni |
| R.       | Nome            | da                | Modalità |
| -------- | --------------- | ----------------- | -------- |
| A        | Rade Bogdanović | Arminia Bielefeld |          |
| C        | Torsten Frings  | Borussia Dortmund |          |
| A        | Enrico Kern     | Waldhof Mannheim  |          |
| P        | Frank Rost      | Schalke 04        |          |
| A        | Roberto Silva   | Unión (SF)        |          |

### Sessione invernale
| Acquisti | Acquisti | Acquisti | Acquisti |
| R.       | Nome     | da       | Modalità |
| -------- | -------- | -------- | -------- |

| Cessioni | Cessioni       | Cessioni         | Cessioni |
| R.       | Nome           | da               | Modalità |
| -------- | -------------- | ---------------- | -------- |
| D        | Stefan Blank   | St. Pauli        |          |
| A        | Blaise Mamoum  | Waldhof Mannheim |          |
| C        | Philip Salyer  | FC Dallas        |          |
| C        | Holger Wehlage | Union Berlino    |          |
| C        | Simon Rolfes   | Reutlingen       |          |

## Risultati

### Bundesliga

#### Girone di andata
| Arbitro: | Fandel |

|                                           |           |  |
| Reinhardt 16’ Wichniarek 90’ Porcello 90’ | Marcatori |  |

| Arbitro: | Steinborn |

|                           |           |              |
| Charisteas 9’ Wehlage 50’ | Marcatori | 20’ Ujfaluši |

| Arbitro: | Merk |

|                               |           |  |
| Schroth 33’ Cerny 63’ Max 68’ | Marcatori |  |

| Arbitro: | Kemmling |

|                                        |           |           |
| Ailton 30’ (rig.), 66’, 78’ Micoud 59’ | Marcatori | 54’ Ćirić |

| Arbitro: | Jansen |

|  |           |                    |
|  | Marcatori | 51’ (aut.) Piplica |

| Arbitro: | Stark |

|                                       |           |                                 |
| Ailton 25’ (rig.) Charisteas 27’, 31’ | Marcatori | 11’ Brdarić 41’ (aut.) Stalteri |

| Arbitro: | Fleischer |

|            |           |                                             |
| Freier 22’ | Marcatori | 16’, 50’ Ailton 37’ Charisteas 87’ Krstajić |

| Brema 6 ottobre 2002, ore 17:30 CEST 8ª giornata | Werder Brema | 0 – 0 referto | Hansa Rostock | Weserstadion (32 300 spett.)\| Arbitro: \| Wack \| |
| Arbitro:                                         | Wack         |               |               |                                                    |

| Arbitro: | Aust |

|                                            |           |                                                  |
| Krupniković 6’ Idrissou 39’ Bobic 81’, 83’ | Marcatori | 10’ Verlaat 52’ Ailton 60’ Charisteas 67’ Micoud |

| Arbitro: | Merk |

|           |           |                                      |
| Ernst 35’ | Marcatori | 2’ Frings 71’ Dedê 74’, 85’ Ewerthon |

| Arbitro: | Krug |

|                       |           |  |
| Daun 17’ Krstajić 80’ | Marcatori |  |

| Arbitro: | Keßler |

|                                    |           |            |
| Petrov 28’ Ponte 66’ Effenberg 84’ | Marcatori | 70’ Micoud |

| Arbitro: | Koop |

|                                                          |           |                                      |
| Verlaat 14’ Klose 61’ (aut.) Ailton 77’, 88’ Klasnić 90’ | Marcatori | 10’ Lincoln 18’ (rig.) Koch 53’ Timm |

| Arbitro: | Sippel |

|  |           |            |
|  | Marcatori | 10’ Ailton |

| Arbitro: | Aust |

|                                     |           |             |
| Ailton 27’, 90’ (rig.) Krstajić 80’ | Marcatori | 55’ Kurányi |

| Arbitro: | Fröhlich |

|         |           |         |
| Sand 8’ | Marcatori | 3’ Daun |

| Arbitro: | Keßler |

|                     |           |  |
| Daun 14’ Ailton 58’ | Marcatori |  |

#### Girone di ritorno
| Arbitro: | Merk |

|                               |           |                     |
| Skrypnyk 3’ Ailton 36’ (rig.) | Marcatori | 12’ Diabang 39’ Cha |

| Arbitro: | Jansen |

|              |           |  |
| Barbarez 55’ | Marcatori |  |

| Arbitro: | Kircher |

|             |           |                         |
| Klasnić 45’ | Marcatori | 53’ Lauth 83’ Borimirov |

| Arbitro: | Kemmling |

|            |           |  |
| Müller 41’ | Marcatori |  |

| Arbitro: | Steinborn |

|  |           |          |
|  | Marcatori | 5’ Topić |

| Arbitro: | Krug |

|                                  |           |  |
| Bierofka 11’ Schoof 50’ Juan 61’ | Marcatori |  |

| Arbitro: | Sippel |

|                        |           |  |
| Ailton 52’ Banović 56’ | Marcatori |  |

| Arbitro: | Weiner |

|            |           |  |
| Hirsch 72’ | Marcatori |  |

| Arbitro: | Fandel |

|            |           |                |
| Ailton 10’ | Marcatori | 45’, 76’ Bobic |

| Arbitro: | Wagner |

|             |           |                          |
| Amoroso 29’ | Marcatori | 54’ Charisteas 86’ Ernst |

| Arbitro: | Koop |

|  |           |            |
|  | Marcatori | 13’ Micoud |

| Arbitro: | Krug |

|  |           |              |
|  | Marcatori | 86’ Biliškov |

| Arbitro: | Jansen |

|                  |           |  |
| Klose 65’ (rig.) | Marcatori |  |

| Arbitro: | Merk |

|                                             |           |                        |
| Krstajić 23’ Magnin 26’ Charisteas 36’, 76’ | Marcatori | 21’ Friedrich 79’ Marx |

| Arbitro: | Fandel |

|  |           |                    |
|  | Marcatori | 51’ (aut.) Marques |

| Arbitro: | Wagner |

|                           |           |           |
| Charisteas 21’ Micoud 57’ | Marcatori | 36’ Agali |

| Arbitro: | Stark |

|                                        |           |                       |
| Kluge 61’ Skoubo 73’, 76’ Forssell 90’ | Marcatori | 84’ (aut.) Korzynietz |

### Coppa di Germania
| Arbitro: | Kinhöfer |

|  |           |                |
|  | Marcatori | 10’ Charisteas |

| Arbitro: | Meyer |

|  |           |                                |
|  | Marcatori | 16’ Magnin 47’ Ailton 79’ Daun |

| Arbitro: | Albrecht |

|            |           |                            |
| Arnold 74’ | Marcatori | 16’ Charisteas 89’ Klasnić |

| Arbitro: | Krug |

|           |           |                                        |
| Lauth 80’ | Marcatori | 85’, 105’ Klasnić 93’, 120’ Charisteas |

| Arbitro: | Wagner |

|                               |           |  |
| Lincoln 8’ Klose 52’ Timm 79’ | Marcatori |  |

### Coppa di Lega
| Arbitro: | Koop |

|              |           |  |
| Sebescen 63’ | Marcatori |  |

### Coppa UEFA
| Arbitro: | Braamhaar |

|                    |           |                         |
| Tchoutang 39’, 54’ | Marcatori | 10’ Lisztes 13’ Verlaat |

| Arbitro: | Hanacsek |

|                                                                               |           |  |
| Verlaat 14’ Micoud 43’, 46’ Borowski 45’, 78’ Charisteas 51’ Klasnić 66’, 90’ | Marcatori |  |

| Arbitro: | McCurry |

|                              |           |             |
| Amoah 37’ Verlaat 63’ (aut.) | Marcatori | 43’ Verlaat |

| Arbitro: | Irvine |

|                                         |           |                                              |
| Baumann 24’ Krstajić 49’ Charisteas 76’ | Marcatori | 50’ (rig.) Levčenko 72’ Claessens 90’ Mbamba |

## Statistiche

### Statistiche di squadra
| Competizione      | Punti | In casa | In casa | In casa | In casa | In casa | In casa | In trasferta | In trasferta | In trasferta | In trasferta | In trasferta | In trasferta | Totale | Totale | Totale | Totale | Totale | Totale | DR  |
| Competizione      | Punti | G       | V       | N       | P       | Gf      | Gs      | G            | V            | N            | P            | Gf           | Gs           | G      | V      | N      | P      | Gf     | Gs     | DR  |
| ----------------- | ----- | ------- | ------- | ------- | ------- | ------- | ------- | ------------ | ------------ | ------------ | ------------ | ------------ | ------------ | ------ | ------ | ------ | ------ | ------ | ------ | --- |
| Bundesliga        | 52    | 17      | 10      | 2       | 5       | 34      | 23      | 17           | 6            | 2            | 9            | 17           | 27           | 34     | 16     | 4      | 14     | 51     | 50     | +1  |
| Coppa di Germania | -     | 0       | 0       | 0       | 0       | 0       | 0       | 5            | 4            | 0            | 1            | 10           | 5            | 5      | 4      | 0      | 1      | 10     | 5      | +5  |
| Coppa di Lega     | -     | 0       | 0       | 0       | 0       | 0       | 0       | 1            | 0            | 0            | 1            | 0            | 1            | 1      | 0      | 0      | 1      | 0      | 1      | -1  |
| Coppa UEFA        | -     | 2       | 1       | 1       | 0       | 11      | 3       | 2            | 0            | 1            | 1            | 3            | 4            | 4      | 1      | 2      | 1      | 14     | 7      | +7  |
| Totale            | 52    | 19      | 11      | 3       | 5       | 45      | 26      | 25           | 10           | 3            | 12           | 30           | 37           | 44     | 21     | 6      | 17     | 75     | 63     | +12 |

### Andamento in campionato
| Giornata  | 1  | 2 | 3  | 4  | 5 | 6 | 7 | 8 | 9 | 10 | 11 | 12 | 13 | 14 | 15 | 16 | 17 | 18 | 19 | 20 | 21 | 22 | 23 | 24 | 25 | 26 | 27 | 28 | 29 | 30 | 31 | 32 | 33 | 34 |
| --------- | -- | - | -- | -- | - | - | - | - | - | -- | -- | -- | -- | -- | -- | -- | -- | -- | -- | -- | -- | -- | -- | -- | -- | -- | -- | -- | -- | -- | -- | -- | -- | -- |
| Luogo     | T  | C | T  | C  | T | C | T | C | T | C  | C  | T  | C  | T  | C  | T  | C  | C  | T  | C  | T  | C  | T  | C  | T  | C  | T  | T  | C  | T  | C  | T  | C  | T  |
| Risultato | P  | V | P  | V  | V | V | V | N | N | P  | V  | P  | V  | V  | V  | N  | V  | N  | P  | P  | P  | P  | P  | V  | P  | P  | V  | V  | P  | P  | V  | V  | V  | P  |
| Posizione | 18 | 9 | 13 | 10 | 5 | 4 | 2 | 3 | 3 | 5  | 5  | 6  | 3  | 2  | 2  | 3  | 3  | 2  | 3  | 4  | 5  | 5  | 6  | 5  | 7  | 7  | 7  | 7  | 7  | 7  | 7  | 6  | 5  | 6  |

Legenda:

Luogo: C = Casa; T = Trasferta. Risultato: V = Vittoria; N = Pareggio; P = Sconfitta.

### Statistiche dei giocatori
| Giocatore       | Bundesliga | Bundesliga | Bundesliga  | Bundesliga | Coppa di Germania | Coppa di Germania | Coppa di Germania | Coppa di Germania | Coppa di Lega | Coppa di Lega | Coppa di Lega | Coppa di Lega | Coppa UEFA | Coppa UEFA | Coppa UEFA  | Coppa UEFA | Totale   | Totale | Totale      | Totale     |
| Giocatore       | Presenze   | Reti       | Ammonizioni | Espulsioni | Presenze          | Reti              | Ammonizioni       | Espulsioni        | Presenze      | Reti          | Ammonizioni   | Espulsioni    | Presenze   | Reti       | Ammonizioni | Espulsioni | Presenze | Reti   | Ammonizioni | Espulsioni |
| --------------- | ---------- | ---------- | ----------- | ---------- | ----------------- | ----------------- | ----------------- | ----------------- | ------------- | ------------- | ------------- | ------------- | ---------- | ---------- | ----------- | ---------- | -------- | ------ | ----------- | ---------- |
| A. Ailton       | 31         | 16         | 5           | 0          | 5                 | 1                 | 1                 | 0                 | 1             | 0             | 0             | 0             | 4          | 0          | 0           | 0          | 41       | 17     | 6           | 0          |
| I. Banović      | 15         | 1          | 5           | 0          | 2                 | 0                 | 0                 | 0                 | 1             | 0             | 0             | 0             | 0          | 0          | 0           | 0          | 18       | 1      | 5           | 0          |
| M. Barten       | 7          | 0          | 3           | 0          | 0                 | 0                 | 0                 | 0                 | 0             | 0             | 0             | 0             | 0          | 0          | 0           | 0          | 7        | 0      | 3           | 0          |
| F. Baumann      | 24         | 0          | 6           | 0          | 4                 | 0                 | 0                 | 0                 | 1             | 0             | 0             | 0             | 3          | 1          | 0           | 0          | 32       | 1      | 6           | 0          |
| S. Beckert      | 0          | 0          | 0           | 0          | 0                 | 0                 | 0                 | 0                 | 0             | 0             | 0             | 0             | 0          | 0          | 0           | 0          | 0        | 0      | 0           | 0          |
| S. Blank        | 0          | 0          | 0           | 0          | 0                 | 0                 | 0                 | 0                 | 0             | 0             | 0             | 0             | 0          | 0          | 0           | 0          | 0        | 0      | 0           | 0          |
| P. Borel        | 31         | 0          | 0           | 0          | 4                 | 0                 | 0                 | 0                 | 1             | 0             | 0             | 0             | 4          | 0          | 0           | 0          | 40       | 0      | 0           | 0          |
| T. Borowski     | 18         | 0          | 1           | 0          | 4                 | 0                 | 0                 | 0                 | 0             | 0             | 0             | 0             | 2          | 2          | 0           | 0          | 24       | 2      | 1           | 0          |
| A. Charisteas   | 31         | 9          | 1           | 1          | 4                 | 4                 | 1                 | 0                 | 1             | 0             | 0             | 0             | 4          | 2          | 0           | 0          | 40       | 15     | 2           | 1          |
| M. Daun         | 27         | 3          | 2           | 1          | 4                 | 1                 | 0                 | 0                 | 1             | 0             | 0             | 0             | 2          | 0          | 1           | 0          | 34       | 4      | 3           | 1          |
| F. Ernst        | 31         | 2          | 8           | 1          | 5                 | 0                 | 1                 | 0                 | 1             | 0             | 0             | 0             | 4          | 0          | 1           | 0          | 41       | 2      | 10          | 1          |
| M. Friedrich    | 0          | 0          | 0           | 0          | 0                 | 0                 | 0                 | 0                 | 0             | 0             | 0             | 0             | 0          | 0          | 0           | 0          | 0        | 0      | 0           | 0          |
| M. Jürgen       | 0          | 0          | 0           | 0          | 0                 | 0                 | 0                 | 0                 | 0             | 0             | 0             | 0             | 0          | 0          | 0           | 0          | 0        | 0      | 0           | 0          |
| I. Klasnić      | 13         | 2          | 0           | 0          | 4                 | 3                 | 0                 | 0                 | 0             | 0             | 0             | 0             | 3          | 2          | 1           | 0          | 20       | 7      | 1           | 0          |
| M. Krstajić     | 31         | 4          | 8           | 0          | 5                 | 0                 | 2                 | 0                 | 1             | 0             | 0             | 0             | 4          | 1          | 0           | 0          | 41       | 5      | 10          | 0          |
| C. Lenze        | 0          | 0          | 0           | 0          | 0                 | 0                 | 0                 | 0                 | 0             | 0             | 0             | 0             | 0          | 0          | 0           | 0          | 0        | 0      | 0           | 0          |
| K. Lisztes      | 31         | 0          | 5           | 1          | 4                 | 0                 | 1                 | 0                 | 1             | 0             | 0             | 0             | 4          | 1          | 0           | 0          | 40       | 1      | 6           | 1          |
| L. Magnin       | 12         | 1          | 2           | 0          | 2                 | 1                 | 0                 | 0                 | 1             | 0             | 1             | 0             | 3          | 0          | 0           | 0          | 18       | 2      | 3           | 0          |
| B. Mamoum       | 0          | 0          | 0           | 0          | 0                 | 0                 | 0                 | 0                 | 0             | 0             | 0             | 0             | 0          | 0          | 0           | 0          | 0        | 0      | 0           | 0          |
| J. Micoud       | 28         | 5          | 6           | 2          | 3                 | 0                 | 1                 | 0                 | 0             | 0             | 0             | 0             | 4          | 2          | 0           | 0          | 35       | 7      | 7           | 2          |
| M. Reich        | 15         | 0          | 0           | 0          | 3                 | 0                 | 0                 | 0                 | 0             | 0             | 0             | 0             | 0          | 0          | 0           | 0          | 18       | 0      | 0           | 0          |
| S. Rolfes       | 0          | 0          | 0           | 0          | 0                 | 0                 | 0                 | 0                 | 0             | 0             | 0             | 0             | 1          | 0          | 0           | 0          | 1        | 0      | 0           | 0          |
| P. Salyer       | 0          | 0          | 0           | 0          | 0                 | 0                 | 0                 | 0                 | 0             | 0             | 0             | 0             | 0          | 0          | 0           | 0          | 0        | 0      | 0           | 0          |
| C. Schulz       | 11         | 0          | 1           | 0          | 1                 | 0                 | 0                 | 0                 | 0             | 0             | 0             | 0             | 0          | 0          | 0           | 0          | 12       | 0      | 1           | 0          |
| V. Skrypnyk     | 25         | 1          | 5           | 0          | 4                 | 0                 | 0                 | 0                 | 0             | 0             | 0             | 0             | 3          | 0          | 2           | 0          | 32       | 1      | 7           | 0          |
| P. Stalteri     | 33         | 0          | 7           | 0          | 5                 | 0                 | 1                 | 0                 | 1             | 0             | 0             | 0             | 4          | 0          | 0           | 0          | 43       | 0      | 8           | 0          |
| M. Stier        | 0          | 0          | 0           | 0          | 0                 | 0                 | 0                 | 0                 | 0             | 0             | 0             | 0             | 0          | 0          | 0           | 0          | 0        | 0      | 0           | 0          |
| R. Tjikuzu      | 8          | 0          | 3           | 1          | 2                 | 0                 | 0                 | 0                 | 1             | 0             | 0             | 0             | 0          | 0          | 0           | 0          | 11       | 0      | 3           | 1          |
| N. Valdez       | 2          | 0          | 0           | 0          | 0                 | 0                 | 0                 | 0                 | 0             | 0             | 0             | 0             | 0          | 0          | 0           | 0          | 2        | 0      | 0           | 0          |
| F. Verlaat      | 29         | 2          | 5           | 1          | 3                 | 0                 | 1                 | 0                 | 1             | 0             | 0             | 0             | 4          | 3          | 1           | 0          | 37       | 5      | 7           | 1          |
| A. Walke        | 0          | 0          | 0           | 0          | 0                 | 0                 | 0                 | 0                 | 0             | 0             | 0             | 0             | 0          | 0          | 0           | 0          | 0        | 0      | 0           | 0          |
| H. Wehlage      | 2          | 1          | 0           | 0          | 1                 | 0                 | 0                 | 0                 | 0             | 0             | 0             | 0             | 0          | 0          | 0           | 0          | 3        | 1      | 0           | 0          |
| J. Wierzchowski | 3          | 0          | 0           | 0          | 1                 | 0                 | 0                 | 0                 | 0             | 0             | 0             | 0             | 0          | 0          | 0           | 0          | 4        | 0      | 0           | 0          |